# Neuroglie

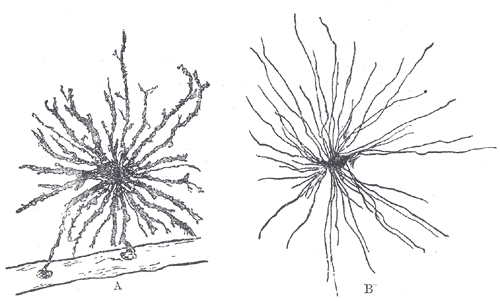
Jeden z typů gliových buněk

Neuroglie (gliové buňky, glie) jsou podpůrné buňky neuronů. Neuroglie byly objeveny v roce 1856 patologem Rudolfem Virchowem. Jejich název pochází z řeckého γλία a γλοία (lepidlo), což mělo symbolizovat spojení nervové tkáně. Průměrně připadá na jeden neuron jedna glie.

## Klasifikace

### Centrální glie

#### Makroglie
- Astroglie (astrocyty) – velké, podpírají a vyživují neurony, mají schopnost regenerace (tvoří gliovou jizvu), jsou největší z neurogliových buněk. Vysílají dlouhé výběžky opatřené nožkami (vaskulární pedikly), které obalují všechny cévy centrálního nervového systému. Pedikly vytvářejí souvislou vrstvu pod měkkou plenou mozkovou (pia mater). Existují astrocyty dvou typů: plazmatické a vláknité (fibrilární). Plazmatické astrocyty najdeme v šedé hmotě mozku a míchy. Jejich výběžky jsou kratší a širší než u fibrilárních astrocytů. Fibrilární astrocyty se nacházejí hlavně v bílé hmotě mozku a míchy a jejich výběžky jsou dlouhé a štíhlé.
- Oligodendroglie (oligodendrocyty) – nacházejí se v bílé hmotě CNS, mají opornou funkci, produkují myelin; najdeme jak v šedé tak i v bílé hmotě. V šedé hmotě jsou především v blízkosti těl neuronů a v hmotě bílé podél myelinizovaných nervových vláken. Oligodendrocyty jsou téměř identické se Schwannovými buňkami periferního nervového systému, avšak na rozdíl od nich mohou myelinizovat více než jedno vlákno.
- Ependymální buňky vystýlají centrální kanál míšní a mozkové komory. Ependymové buňky také tvoří tzv. plexus chorioideus v mozkových komorách, jež produkuje mozkomíšní mok (likvor). Buňky nejsou navzájem těsně spojeny, proto látky obsažené v moku mohou pronikat až k buňkám v nižších vrstvách.

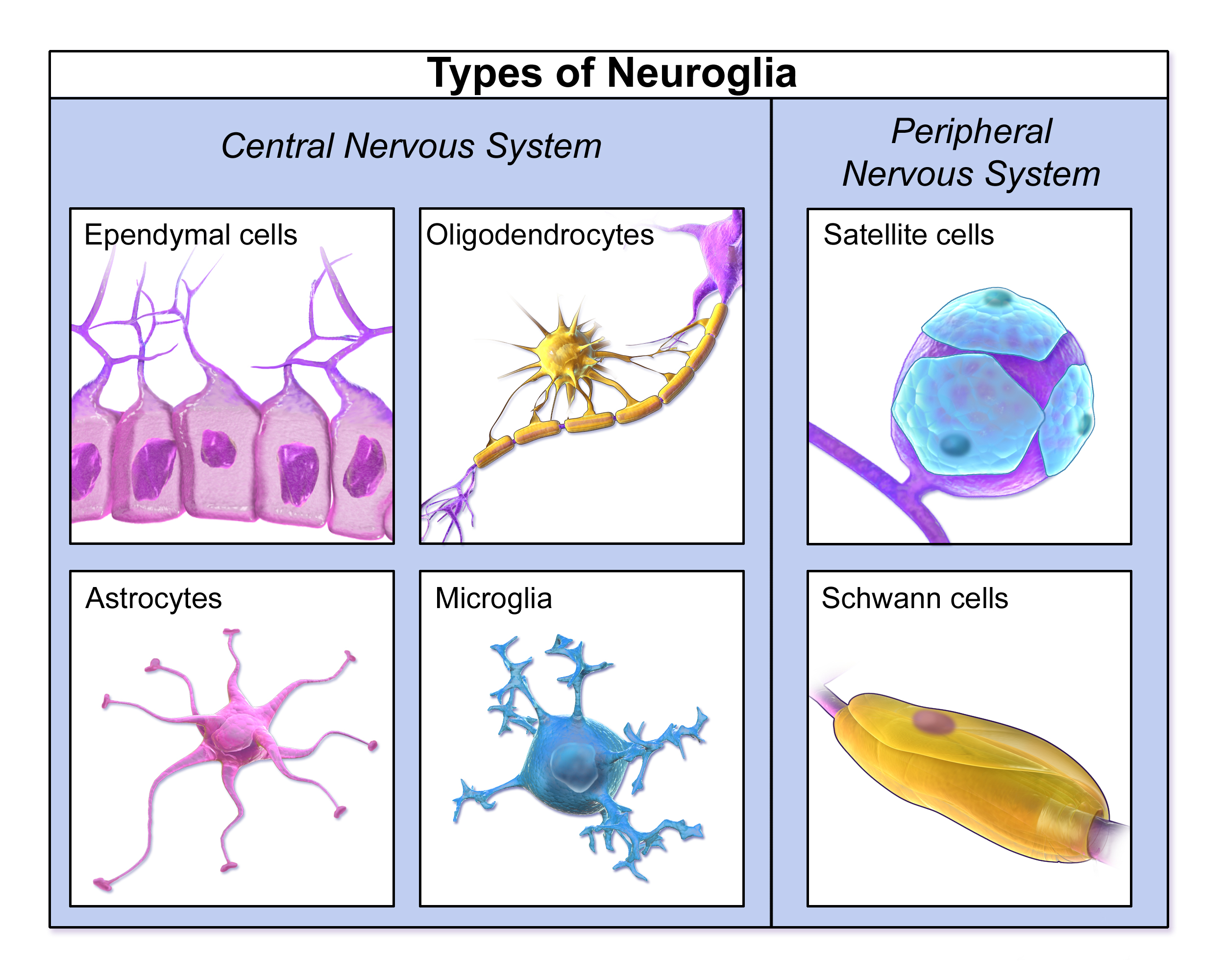
Typy gliových buněk

#### Mikroglie
Mikroglie – jsou nejmenší, mají obrannou funkci – schopnost fagocytózy; jsou součástí monocyto-makrofágového systému. Byla u nich prokázána schopnost dělení. Slouží k regulaci plasticity a ovlivňují vývoj mozku (synaptogeneze, apoptóza)

### Periferní glie
- Schwannova buňka – obdoba oligodendroglie v periferním nervovém systému, ale myelinisuje pouze jedno vlákno.
- Satelitní buňka – malé kubické buňky obalující neurony v gangliích.

### Specialisovaná glie
- Pinealocyty – buňky tvořící hlavní část epifýzy.
- Pituicyty – specialisované astrocyty v zadním laloku hypofýzy.
- Müllerovy buňky – glie tvořící podpůrnou tkáň a ohraničující membrány sítnice.